# Pachira subandina
Pachira subandina är en malvaväxtart som först beskrevs av Armando Dugand, och fick sitt nu gällande namn av J.L. Fernández-alonso. Pachira subandina ingår i släktet Pachira och familjen malvaväxter. Inga underarter finns listade i Catalogue of Life.